# Anwaltskanzlei Dr. Christian P. Zimmermann
Ob Projektentwicklung, Vertragsgestaltung oder die Begleitung komplexer Genehmigungs- oder Gerichtsverfahren – wir setzen auf eine individuelle, zielgerichtete Betreuung. Unsere Mandant:innen schätzen die enge, verlässliche Zusammenarbeit auf Augenhöhe. Denn nur wer die fachlichen und unternehmerischen Ziele genau kennt, kann rechtlich passgenaue Lösungen entwickeln. Wir arbeiten für
• Unternehmen, Projektentwickler und Investoren
• Kommunen und öffentliche Institutionen
• Fachplaner, Gutachter und Beratungsbüros
• sowie Eigentümerinnen und Eigentümer mit anspruchsvollen Vorhaben.
Unsere Arbeitsweise ist geprägt von Transparenz, rechtlicher Präzision und Effizienz – damit Ihre Projekte nicht nur rechtssicher, sondern auch erfolgreich vorankommen.

## Die Kanzlei Dr. Christian P. Zimmermannvertritt Mandanten in den Gebieten Energierecht, Bau- und Immobilienrecht, Infrastruktur, Umweltrecht, Abfall-/Entsorgungsrecht sowie Beamtenrecht
Die Kanzlei wurde 2017 von Herrn Dr. Zimmermann in Hamburg gegründet.

#### Dr. Christian P. Zimmermann
Rechtsanwalt, Projektierung von Industrieanlagen und erneuerbaren Energien
Dr. Christian P. Zimmermann ist seit über zehn Jahren bundesweit im Umwelt- und Energierecht tätig, mit besonderem Fokus auf die rechtliche Begleitung von Industrieanlagen sowie Anlagen zur Erzeugung erneuerbarer Energien, insbesondere Photovoltaik und Windkraft. Nach seiner Promotion bei Prof. Dr. Hans D. Jarass, LL.M. (Harvard), im Emissionshandelsrecht, verfügt er über umfassende Erfahrung in der rechtlichen Beratung bei der Projektierung, Planung und Umsetzung nachhaltiger Energie- und Industrieprojekte.
Seit seiner Zulassung als Rechtsanwalt im Jahr 2011 hat Herr Dr. Zimmermann in verschiedenen renommierten Kanzleien gearbeitet und 2017 seine eigene Kanzlei gegründet. Seither berät er Mandanten aus Industrie, Energiebranche, Projektentwicklung und öffentlichem Sektor umfassend in allen rechtlichen Fragen rund um erneuerbare Energien, Infrastruktur und Umweltrecht.
Seine fachlichen Schwerpunkte umfassen die rechtliche Unterstützung bei der Planung, Genehmigung und Umsetzung von Solarparks, Windparks, Photovoltaik-Dachanlagen sowie Batteriespeichersystemen. Zudem gestaltet er Verträge für Projektentwicklung, sichert Flächen- und Anlagenstandorte rechtlich ab und setzt z.B. Ansprüche auf Netzanschluss außergerichtlich und gerichtlich durch. Herr Dr. Zimmermann unterstützt seine Mandanten bei Genehmigungsverfahren, öffentlich-rechtlichen Fragen sowie bei gerichtlichen Verfahren im gesamten Bundesgebiet.
Zu seinen Mandanten zählen Industrieunternehmen, Energieversorger, Projektierer, Bauträger sowie öffentliche Institutionen. Mit seiner Expertise sorgt er dafür, dass Projekte im Bereich erneuerbarer Energien und Industrieanlagen rechtssicher und effizient umgesetzt werden.